# KATO HICOM
株式会社KATO HICOM（カトウ・ハイコム、英文名称: KATO HEAVY INDUSTRIES CONSTRUCTION MACHINERY CO.,LTD.）は、2018年まで存在した、日本の建設機械メーカーである。旧石川島建機株式会社→IHI建機株式会社。2016年11月までIHIグループに属していたが、同月に加藤製作所の完全子会社となり、2018年3月1日付けで加藤製作所と合併した。

## 沿革
- 1952年 - 石川島重工業株式会社（現：IHI）と米国コーリング社との技術・資本提携により、石川島コーリング株式会社を設立[2]
- 1977年 - 米国コーリング社との技術・資本提携を解消し、商号を石川島建機株式会社に変更
- 2008年 - 商号をIHI建機株式会社に変更[3]
- 2016年 - 加藤製作所がIHIから全株式を取得[2]。商号を株式会社KATO HICOMに変更[4]
- 2018年3月1日 - 親会社の加藤製作所に合併し解散[1]

## 事業
ショベル・クレーン・クローラキャリア・コンクリートポンプ車等の建設機械及び関連する環境関連装置の製造・販売。

## 製品
- ミニショベル
  - 1975年（昭和50年）からミニショベル分野に参入。現在の主力製品のひとつ。エンジンは他社から供給を受ける。（いすゞ2YA1・3LA1・3LB1・3LD1・4LE2・4LE1PA-02・AA-4LE2・4JA1・A-4JA1PAA-S・4JC1、富士重工DY27DS、ヤンマー3TNE84・3TNE84-E・4TNE88・4TNE88-IK・4TNE94）

- 油圧ショベル
  - 米国コーリング社と技術提携で製造。エンジンは他社から供給を受ける。（いすゞA-4BG1T・A-6BG1T・BB-6BG1T・A-6BG1T、三菱4M40・6D16-TL1・6D24-TE1）

- クローラクレーン
  - 米国コーリング社と技術提携で製造。かつては機械式もあったが、現在は油圧式のみ。エンジンは他社から供給を受ける。（いすゞ4JB1、カミンズInc.QSB6.7、日野自動車EP100-T・HO7C-T・J08C-UD・K13C-UV・K13C-TJ・P09-TD・P09C-TD、ヤンマーディーゼル3TNE84-1KA）

- クローラキャリア
  - エンジンは他社から供給を受ける。（いすゞ3LD1・AA-6HK1、クボタV2403-M-D1・、三菱S6S-DT・6D16-TLE2B）

- TEREX-DEMAG社のクレーンの販売・サービス

## 事業所
北海道、宮城県、東京都、埼玉県、静岡県、長野県、愛知県、富山県、岡山県、福岡県の支店もしくは営業所において車両系建設機械運転者や不整地運搬車運転者の技能講習や特別教育の案内を行っていた。